# روبرت روسينغرين
روبرت روسينغرين هو مصارع هاوي سويدي، ولد في 17 أكتوبر 1986 في Husie ‏ في السويد.

## وصلات خارجية
- الموقع الرسمي
- روبرت روسينغرين على موقع قاعدة بيانات المصارعة الدولية (الإنجليزية)
- روبرت روسينغرين على موقع أوليمبيديا (الإنجليزية)
- روبرت روسينغرين على موقع اللجنة الأولمبية السويدية (السويدية)